# Оффне, Реймон
Реймон Рене Оффне (фр. Raymond René Offner; 17 ноября 1927, Сарсель — 30 октября 1989, XVI округ Парижа) — французский баскетболист. Серебряный призёр летних Олимпийских игр 1948 года.

## Биография
Реймон Оффне родился 17 ноября 1927 года во французском муниципалитете Сарсель.
Играл в баскетбол за парижский «Стад Франсе».
В 1948 году вошёл в состав сборной Франции по баскетболу на летних Олимпийских играх в Лондоне и завоевал серебряную медаль. Провёл 6 матчей, набрал 27 очков (8 в матче со сборной Ирана, , по 5 — с Ирландией и Бразилией, 4 — с Чили, 3 — с Кубой, 2 — с США).
В 1946—1949 годах провёл за сборную Франции 13 матчей, набрал 41 очко.
Умер 30 октября 1989 года в Париже.